# Bohumil Čupa
Bohumil Čupa (5. února 1909 Metylovice – 10. prosince 1942 Breslau) byl český pedagog a odbojář popravený nacisty.

## Život

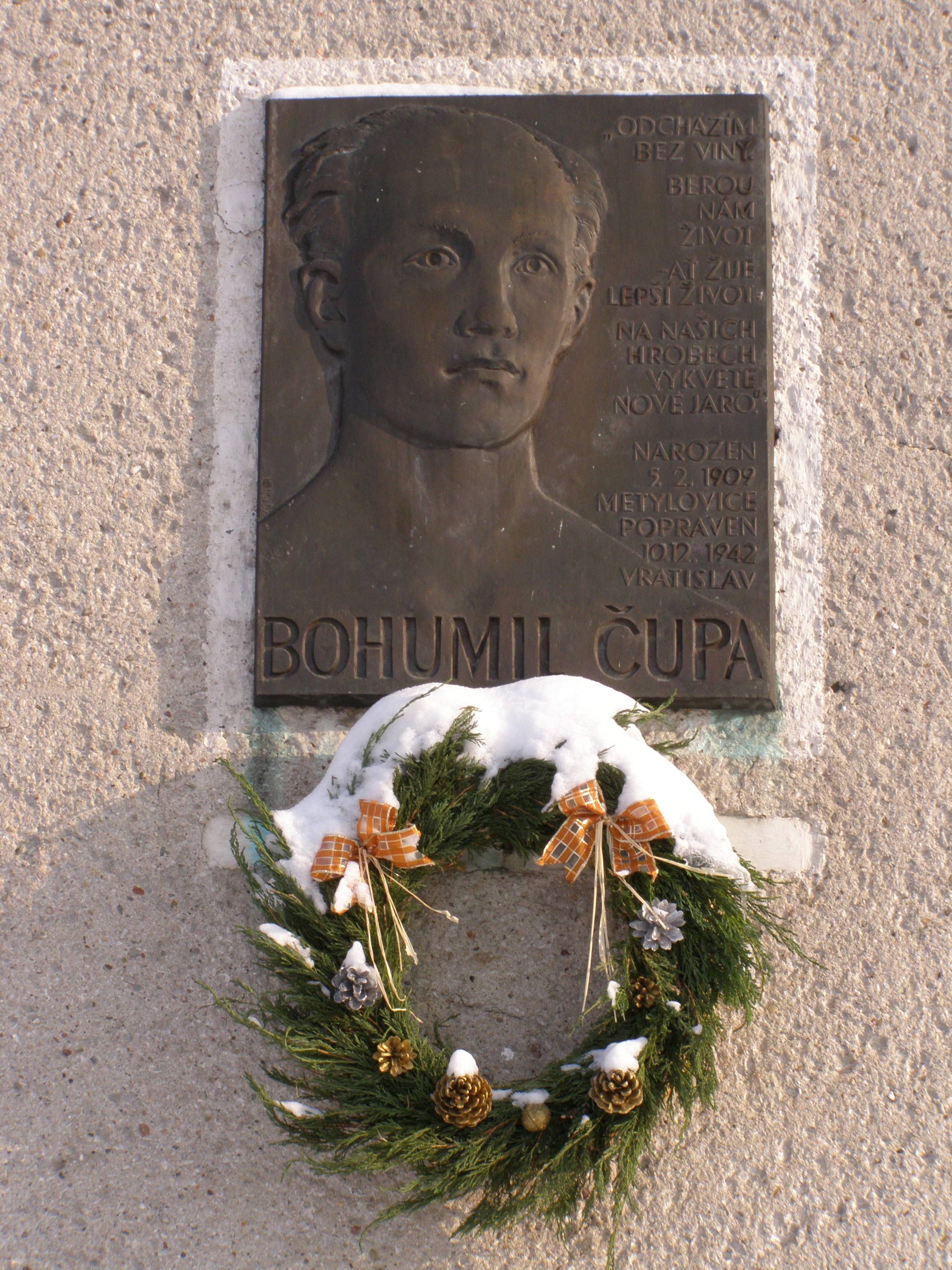
Pamětní deska Bohumila Čupy na sokolovně v Metylovicích

Bohuslav Čupa se narodil 5. února 1909 v Metylovicích na Frýdecko-Místecku. Vystudoval učitelský ústav v Opavě, poté postupně působil jako pedagog na obecné škole, následně měšťanské škole chlapecké v Místku a též v rodných Metylovicích. V rámci prezenční vojenské služby absolvoval školu pro důstojníky v záloze. Byl cvičitelem v Sokole a členem obecního zastupitelstva Metylovic. Organizoval sportovní a společenské akce, založil a vedl kroužek ochotníků a pěvecký sbor. Během mobilizace na podzim 1938 zastával post velitele kulometné roty. Po německé okupaci v březnu 1939 vstoupil do protinacistického odboje v řadách Obrany národa. Zorganizoval vznik nových buněk v Místku, Frýdlantu nad Ostravicí, Palkovicích, Brušperku a Hukvaldech. Byl ustanoven velitelem pro okres Místek. Za svou činnost byl 10. dubna 1941 během cvičení v sokolovně zatčen gestapem. Vězněn byl v Ostravě, Olomouci a Breslau. Zde byl 10. prosince 1942 popraven.

## Posmrtná ocenění
- V roce 1946 byla založena a po roce 1989 obnovena tradice volejbalového turnaje memoriálu Miloše Čupy a Mirka Bílka
- Bohumilu Čupovi byla v roce 1987 k 75. výročí založení sokolské organizace v rodných Metylovicích odhalena pamětní deska[1]